# Коллинз, Фил (художник)

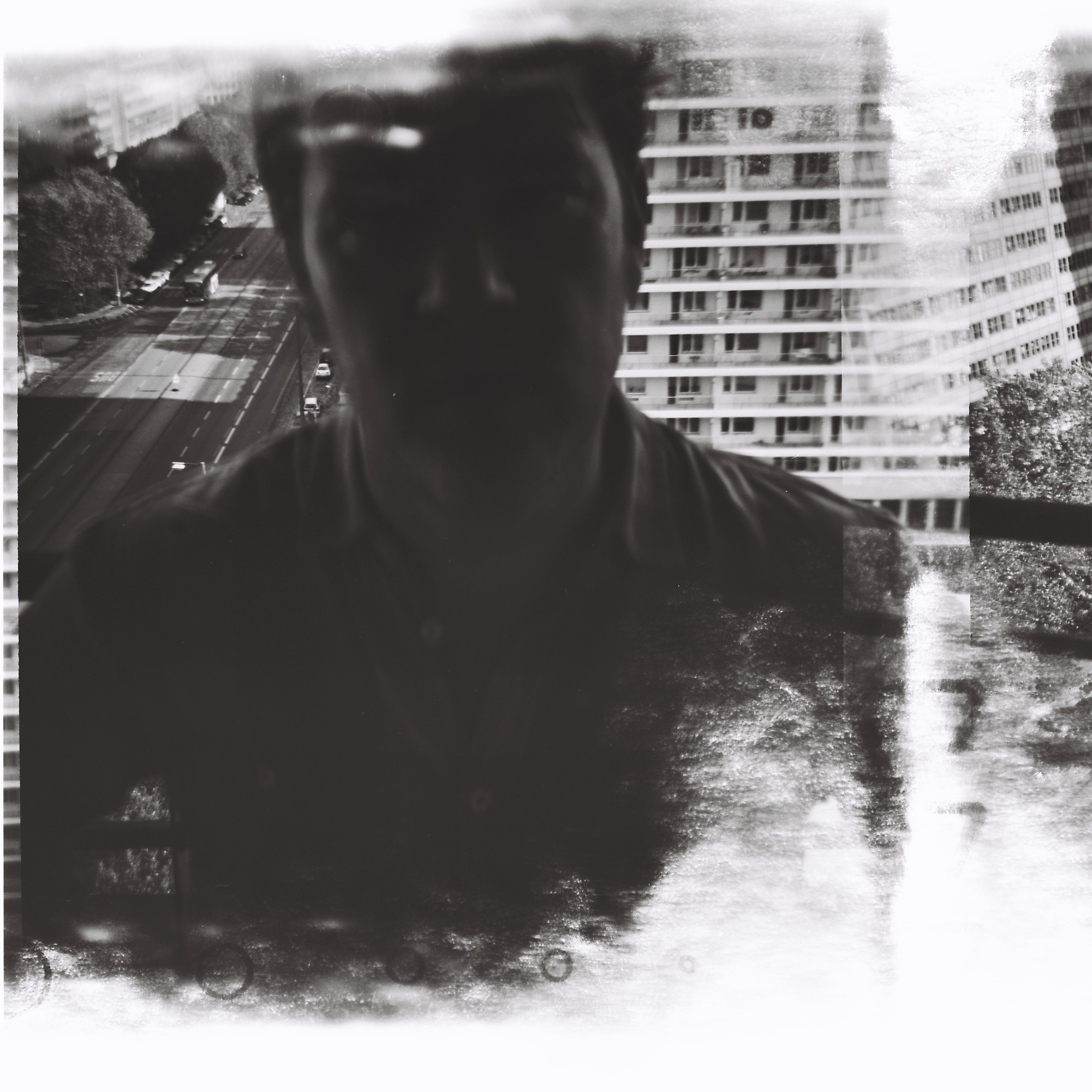

Фил Коллинз (англ. Phil Collins; род. 1970, Ранкорн, Англия) — британский художник и режиссёр. Занимается визуальным искусством (перформансом, фотографией, видеоискусством) в областях связанных с социальной журналистикой.
Лауреат премии Пола Хэмлина в области визуального искусства (2001). Являлся номинантом престижной премии Тернера в 2006 году и премии Artes Mundi в 2012 году.
Окончил Манчестерский университет (1994), где учился драме и английскому. Степень магистра получил в Школе искусства и дизайна при Ульстерском университете в Белфасте в 1999 году.
Участник Берлинской биеннале 2010, для которой снял фильм «Марксизм сегодня (пролог)».
Живёт и работает в Берлине и Кёльне, в последнем состоит профессором в Академии медиаискусств (en:Academy of Media Arts Cologne), где преподаёт с 2011 года.
В июне 2017 года перевёз на бортовом грузовике через всю Европу в Великобританию из украинского села Малая Перещепина (Новосанжарский район Полтавской области) демонтированную в ходе «декоммунизации» 3,5-метровую статую Фридриха Энгельса, чтобы установить её в Манчестере, где мыслитель прожил значительную часть жизни и познакомился с жизнью рабочего класса. 
В одном из своих выступлений он отмечал, что в его деятельности ему помогает то, что его «зовут как поп-звезду» (имеется в виду то, что он является полным тёзкой известного музыканта Фила Коллинза).